# Pectinapseudes carolinensis
Pectinapseudes carolinensis är en kräftdjursart som beskrevs av Mihai Bacescu och Ion James Muirhead Williams 1988. Pectinapseudes carolinensis ingår i släktet Pectinapseudes och familjen Apseudidae. Inga underarter finns listade i Catalogue of Life.